# Neuropsihofarmakologija
Neuropsihofarmakologija (od Grčkog νεῦρον, neuron; ψυχή, psiha, um; φάρμακον, farmakon, otrov u klasičnom grčkom, lek u modernom grčkom) is je interdisciplinarna nauka koja je srodna sa psihofarmakologijom (izučavanjem načina delovanja lekova na um) i fundamentalnom neuronaukom. Ona obuhvata istraživanje mehanizama neuropatologije, farmakodinamike (dejstva leka), psihijatrijskih bolesti, i stanja svesti. Ove stuje se bave detaljnim izučavanjem neurotransmisije/receptorskog dejstva, biohemijskih procesa, i nervne mreže. Neuropsihofarmakologija zamenjuje psihofarmakologiju u nalaženju odgovora na pitanja „kako“ i „zašto“, i dodatno se bavi nizom drugih pitanja o moždanim funkcijama. Od kliničkih aspekata, ovo polje obuhvata psihijatrijske (psihoaktivne) kao i neurološke farmakološki bazirane treatmane.
Razvoj neuropsihofarmakologije može direktno da utiče na izučavanje anksioznih poremećaja, afektivnih poremećaja, psihoze, degenerativnih bolesti, poremećaja ishrane, i spavanja.

## Spoljašnje veze
- y